# 四季穂
四季穂（しきほ、1956年8月24日 - ）は、主に1980年代に活動していた日本の元タレント、歌手。東京都出身。本名、佐藤 洋子。身長160cm。当時所属していた事務所は「スパーク104」。

## 来歴・人物
中学・高校時代はバスケットボールの選手でも活動。
1974年のテレビドラマ『われら青春!』（日本テレビ）に憧れて教師を目指そうと思い、体育教師を志望して日本女子体育大学に進学。しかし3年生の時に身体の故障で教師の道は断念、大学も結局休学した後退学、両親からも勘当同然の状態になる。
その後、「スクラッチ」というガールズバンドでも活動。1980年頃にアルバイトをしていた東京・青山のスナックで、所属となる事務所のマネージャーと知り合ってスカウトされたのがきっかけで芸能界入り。1981年10月、『独占!女の60分』（テレビ朝日）のアタッカー（リポーター）でデビュー。
タレント時代は「欲求不満解消タレント」「4次元タレント」とも言われたことがある。
バラエティやテレビドラマ中心に活動していたが、「テレビでの自分のイメージと歌手としての自分のイメージとにギャップがある」ことを感じ、1985年頃にテレビ出演を辞めて歌手としてのライブ活動一本に絞る。そして再びロックバンドのボーカルとしても活動していたが、歌手としては売れず、1987年頃、30歳の時に引退。その後、自身を見出してスカウトし、プロデュースをしてきたマネージャー（後に芸能プロ専務）と結婚。子供にも恵まれ、引退後に掲載された週刊TVガイド・1990年2月9日号「TVあの人は今」コーナーでは主婦としての近況を伝えている。

## 人物
- 姉が二人いる[2]。
- 芸名は、活動が一年中四季を通じて実り豊か（穂）であるようにという意味を込めて名付けられた[4]。
- がなり立てるのが似合うような声質が特徴[4]。しかし高校生時代までは自分の声の音域はソプラノで、天地真理のものまねが上手かったほどだったという[4]。
- 芸能界で活動していた当時の外見は、髪は刈り上げで太い眉毛という顔[4]、服はズボンスタイルが主という外見が特徴で、当時スカートは制服以外はいたことが無かったという[4]。刈り上げの髪型については「芸能界の中で、多分私が一番早かったんじゃないかと思う」と話している[6]。
- 大学生時代から芸能界デビューするまでの間に多くのアルバイトを経験。保険会社勤務から、ガソリンスタンドの洗車係、ビル清掃、宣伝カーのアナウンス、喫茶店のウエイトレスから汚染処理、死体拭きに至るまでなど約30種類の仕事をしていた[1][2][6][7]。
- 書道4級、そろばん・簿記それぞれ2級、自動車はB級ライセンスの免許を所持しており[4]、当時愛車はジープだったことがあった[4]。

## 出演

### バラエティ
- 独占!女の60分 （テレビ朝日）- アタッカー（リポーター）[2][3]
- もんもんドラエティ （テレビ東京）- ヨイショギャル 役
- スターどっきり（秘）報告 （フジテレビ）[5]
- ヤンヤン歌うスタジオ （テレビ東京）[2]
- トゥナイト （テレビ朝日）[6][3]
- 欽ドン!良い子悪い子普通の子おまけの子 （フジテレビ）-「良い娘悪い娘普通の娘」、わるえ 役 （1984年12月17日〜1985年5月6日）
- オールスター水泳大会 （フジテレビ）

### テレビドラマ
（）
- 月曜ドラマランド （フジテレビ）
  - 長谷川町子の意地悪クッキー - 1983年5月2日[5]
  - あんみつ姫[5]
- 暴れん坊将軍II （テレビ朝日）- 第26話「五郎左の寝所に忍んだ女」、呼び込み娘 役
- 日立テレビシティ・ランドセルと目玉焼き （TBS）
- ザ・ハングマン4 （朝日放送・テレビ朝日系列）- 第4話（1984年10月12日）「署長が押収拳銃を売りとばす!」

## ディスコグラフィー
全て日本コロムビアから発売。

### シングル
- 乾いたブルースがいい （1984年）
  - 作詞：篠塚満由美／作曲：もんたよしのり　B面『バイオレンス』
- 東京ナイト （1985年、「Shikiho with Front Line」名義）
  - 作詞・作曲；シミズヤスオ　B面『真夜中の誘惑』
- LOVE IN THE NIGHT （1986年、「SHIKIHO」名義）
  - 作詞：佐藤ありす・夢見子／作曲：シミズヤスオ　B面『東京ナイト（SING BY SHIKIHO）』

### アルバム
「乾いたブルースがいい」 （1984年）
- SIDE A

1. ウ・キ・ウ・キ
2. ベビィ・シッターが消えた朝
3. 嫌われても
4. いちどだけ Meet You
5. 笑い話

- SIDE B

1. 乾いたブルースがいい
2. Old Time Jazz
3. Lonely Morning
4. バイオレンス
5. 濡れて Good-Bye